# Přírodní rezervace Aïr
Aïr je pohoří a přírodní rezervace v severním Nigeru. Společně s rezervací Ténéré se nachází v nejjižnějších oblastech Sahary. Obě oblasti jsou oceňovány pro rozmanitost krajiny a výjimečný výskyt rostlinných druhů a divoké zvěře.
V roce 1991 byla oblast společně s Ténéré zařazena na seznam světového dědictví UNESCO, od roku 1992 je i na seznamu světového dědictví v ohrožení. Obě rezervace totiž ohrožuje plánovaná stavba přehrady na řece Mékrou a těžba fosfátů.